# トヨタ・KZエンジン
トヨタ・KZエンジンは、トヨタ自動車の水冷直列4気筒ディーゼルエンジンの系列である。

## 開発の経緯
小排気量からパワーを搾り出していた2L型（2,446 cc）の各ターボエンジンは、特に車両総重量の大きなRVや商用車において、熱変形によるシリンダーヘッドの割れ、ガスケットの吹き抜け、バルブシートの脱落、ピストンの焼きつき、潤滑不良などのトラブルが多発していた。そのため、過給エンジンは2L型までで、より排気量の大きい3L型（2,799 cc）、5L型（2,985 cc）では自然吸気エンジンのみとなっている。
また、バブル景気を背景に巻き起こったRVブームにより、小型ディーゼル車が急激に増加。幹線道路周辺などで粒子状物質が増加し、大気汚染の一因になっていると批判されるようになり、それに伴い、排出ガス規制は年々厳しさを増していった。設計の古いディーゼルエンジンでは、大量のEGRと過剰な燃料噴射でNOxの発生を抑える策を採るものが多く、その結果、排出される多量の黒煙はディーゼル車にネガティブイメージを与える事にもなった。
これらの問題から、最早L系の改良では高性能商品としての成立が難しい状況であった。そこで、市場でのトラブルフリーとモアパワー、そして環境性能改善に対する要求の高まりへの回答として、新系列のKZ型が開発された。
欧州市場で特に問題となっていたL型系での連続高負荷運転時の熱歪み対策として、1KZ型ではシリンダーは鋳鉄製としつつアルミ製シリンダーヘッドが採用されたが、腰下や動弁系の成り立ちはL型系の延長線上にあり、5L型との類似点も多い。
燃焼効率向上の為に電子制御を採用し、ガソリン車同様「EFI」の商標が使用されることとなった。
日本の自動車用量産ディーゼルエンジンとしては、初めてEGRを搭載する事となった。前述のアルミシリンダーヘッド化、燃料ポンプの変更と、CT12B型ターボによるターボ過給により、燃費向上などの性能向上を実現している。
同時期のエンジンに倣い、商標名を「LASRE」としている。
長期規制適用に際し、TCCSの採用、電磁スピル弁直接駆動式のインジェクションポンプ、シリンダーヘッドおよび燃焼室形状の最適化、インタークーラーの追加採用、酸化触媒や電子制御式吸気絞り機構、水冷式EGRクーラ及びE-EGRの採用と変更がなされている。これにより、グランビアにおいてマイナーチェンジ前後で7kw(10ps)/54Nm(5.5kgf)の出力向上を実現している。
KZ型系では3.0 L以外の排気量は設定されていない。コースター用を除く日本国内向けの乗用登録用ディーゼルエンジンとしては、後継の1KD型同様、トヨタのラインナップ中最大排気量となる。

## 系譜
- エンジン型式一覧の自動車用エンジンの系譜を参照。

## 型式
1993年5月登場
過流室式ディーゼルエンジン
水冷直列4気筒SOHC 

燃料供給方式：電子制御式分配型噴射ポンプ 

弁形式：ベルト駆動直打式OHC 

ターボ / インタークーラー付きターボ 

### 1KZ-TE - 3000cc
- （初）ランドクルーザープラド70系（1993年5月）
- （初）4ランナー / ハイラックスサーフ130系（1993年8月）
- インタークーラー付き ランドクルーザープラド90系（1996年5月）
- インタークーラー付き ハイラックスサーフ180系（1996年6月）
- ハイエース（KZH100系）
- ハイラックスサーフ（KZN130 / 180 / 210系）
- ランドクルーザープラド（KZJ70 / 90 / 120系）
- グランビア（KCH10系）
- グランドハイエース（KCH10系）
- ツーリングハイエース（KCH40系）
- レジアス（KCH40系）